# 崇州市
崇州市（すうしゅう-し）は中華人民共和国四川省に位置する省直轄の県級市であり、しばらくの間、成都市の代理管轄下に置かれている。
旧名は崇慶県であったが、1994年に市制を敷かれた時に中国語で同省内の重慶市と同音になると予想されたため、現在の市名に改称した。

## 行政区画
11街道、4鎮を管轄する。
- 街道：崇陽街道、羊馬街道、三江街道、江源街道、大劃街道、崇慶街道、道明街道、白頭街道、隆興街道、廖家街道、観勝街道
- 鎮：元通鎮、懐遠鎮、街子鎮、文井江鎮